# 福井龍屬
福井龍屬（學名：Fukuisaurus）是鳥腳亚目鴨嘴龍超科恐龍的一屬，生存於下白堊紀的日本。
福井龍的化石是一個頭顱骨，是在1989年被發現於福井縣勝山市北谷町，屬於北谷組地層，地質年代相當於白堊紀早期的巴列姆階。模式種是手取福井龍（F. tetoriensis），是在2003年由小林快次及東洋一描述、命名。屬名意為「福井蜥蜴」；種名則是以手取群為名。共模標本（編號FPDM-V-40-1）是一個左上頜骨、（編號FPDM-V-40-2）是一個右顴骨。除此之外，還發現頭顱骨的骨頭、右胸骨。自從2003年以來，陸續發現其他部位骨頭，目前可建構出身體的大部分部位。
福井龍是種較小型的鴨嘴龍類恐龍。在2010年，葛瑞格利·保羅估計其身長約4.5公尺，體重約400公斤。在生裡機能上，福井龍可以採二足或四足方式移動，福井龍的外形類似禽龍、豪勇龍、高吻龍。根據研究人員的說法，不同於其他鴨嘴龍類，福井龍的頭顱骨各部位無法移動，上頜骨與犁骨互相癒合，當福井龍進行咀嚼時，頜部骨頭無法作出類似咀嚼的動作。
根據親緣分支分類法分析，顯示福井龍是鴨嘴龍超科的原始物種，比高吻龍還原始。

## 外部連結
- https://web.archive.org/web/20060829173827/http://www.dinosaur.pref.fukui.jp/en/ddic/Fukuisaurus.html
- 禽龍類
- 福井龍 （页面存档备份，存于） DinoData